# Danilo Soares
Danilo Teodoro Soares (ur. 29 października 1991 w Belo Horizonte) – brazylijski piłkarz występujący na pozycji obrońcy w niemieckim klubie VfL Bochum. Wychowanek Grêmio, w trakcie swojej kariery grał także w takich zespołach, jak Austria Lustenau, Ingolstadt 04 oraz 1899 Hoffenheim.